# Germaniumdiod

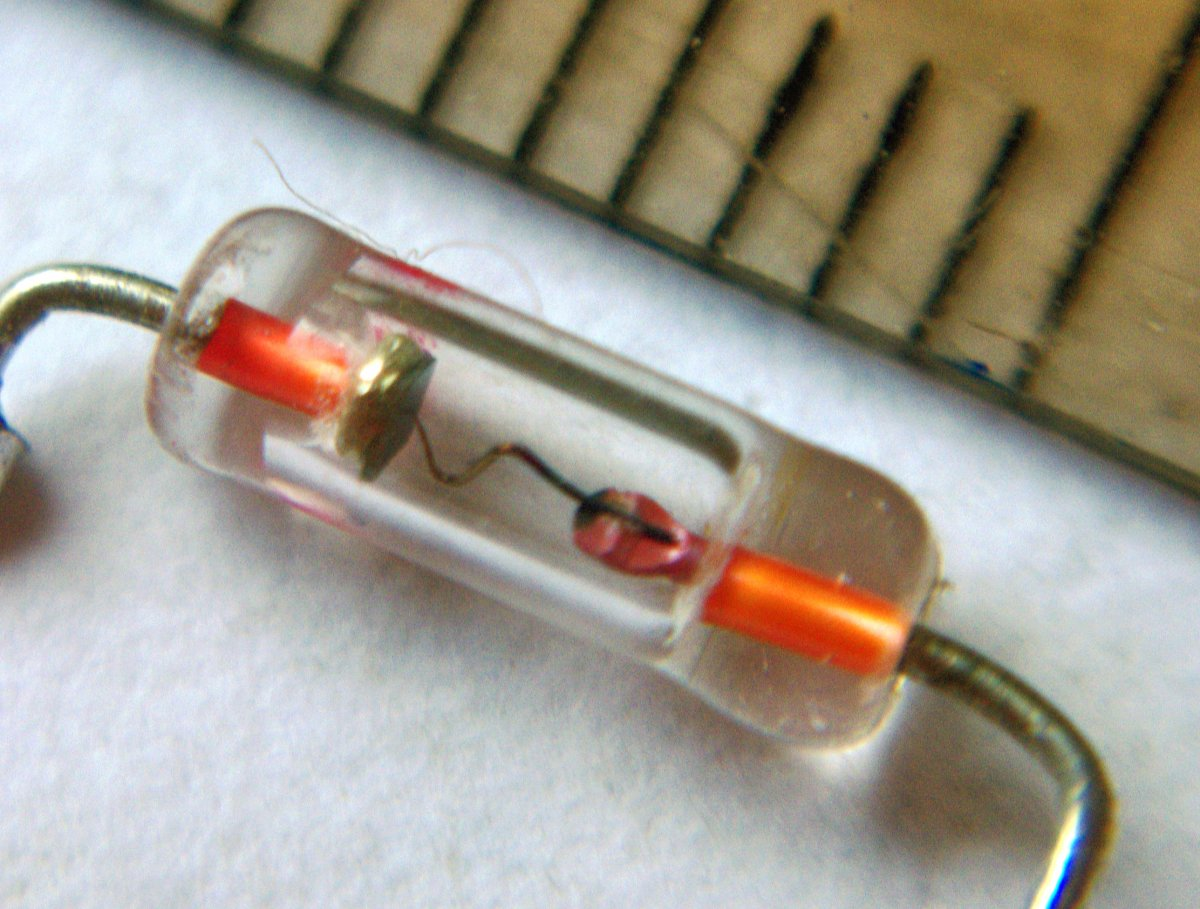
En germaniumdiod.

Germaniumdioden var den första dioden tillverkad av halvledarmaterial efter att rörteknologin stod på sin topp. Germaniumdioden uppfanns före den första transistorn (1947) som var tillverkad av just Germanium (och var även av typen PNP). Den är helt ersatt av Schottkydioden då den senare har avsevärt mindre förluster såsom mindre serieresistans och högre läckimpedans i backriktningen. Germaniumdioder kan användas för att bygga enkla radiomottagare (AM).